# Fédération française d'escrime
Pour les articles homonymes, voir FFE.

Ancien logo de la FFE jusqu'en 2010

La Fédération française d'escrime (FFE) est une association loi de 1901 chargée d'organiser, de développer et de gérer la pratique de l'escrime en France. Elle est reconnue par le Ministère des Sports et par la fédération internationale d'escrime (FIE).
Tout d'abord baptisée Société d'encouragement à l'escrime à sa création en 1882 et reconnue d'utilité publique en 1891, l'organisme devient la Fédération française d'Escrime en 1906. C'est en 1913 que la FFE est affiliée à la Fédération internationale d'escrime après avoir participé à la création de cette dernière.

## Organisation
Sa direction est assurée par un bureau fédéral (10 membres appartenant au comité directeur) et un Comité directeur de 33 personnes. Son président est Rémy Delhomme, élu le 13 octobre 2024.
Elle se décompose au niveau local en 18 comités régionaux.
La coordination des équipes nationales et l'organisation technique de l'escrime en France est assurée par un DTN (Directeur Technique National). Le poste est occupé par Virginie Thobor. 
La Commission Nationale d'Arbitrage (CNA) est chargée de l'organisation de l'arbitrage en France, à savoir la gestion des arbitres et le développement de l'arbitrage.

## Présidents
1. Général Brugere (1906-1911)
2. Marquis Louis de Chasseloup-Laubat (1911-1920)
3. André Maginot (1919-1932)
4. François Pietri (1932-1943)
5. Armand Massard (1943-1945)
6. Louis Bontemps (1945-1965)
7. René Mercier (1966-1970)
8. Général Pierre Carolet (1970-1976)
9. Jack Guittet (1977-1981)
10. Rolland Boitelle (1981-1984)
11. Pierre Abric (1985-2005)
12. Frédéric Pietruszka (2005-2013)
13. Isabelle Spennato-Lamour (2013-2020)
14. Bruno Gares (2020-2023)
15. Brigitte Saint-Bonnet (2023-2024)
16. Rémy Delhomme (2024-)

## Rôles

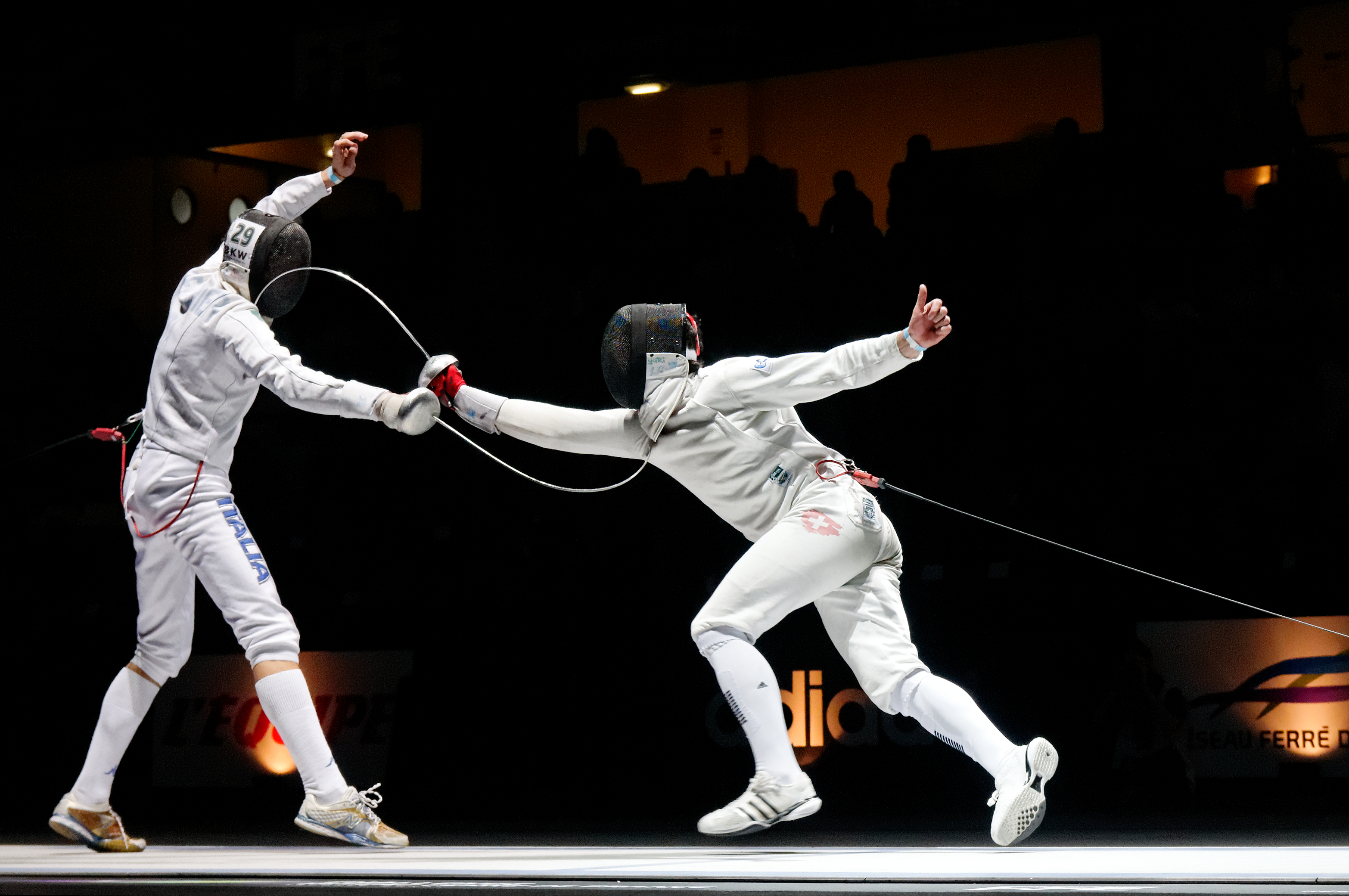
Finale du challenge Monal 2012 organisée par la fédération.

La Fédération Française d'Escrime est chargée de l'organisation et du développement de l'escrime en France ainsi que de l'encadrement et de la formation des escrimeurs actifs en France.
Elle sert de liaison avec les autorités sportives françaises et internationales.
Le nombre de licenciés de la FFE augmente sensiblement après chaque Jeux olympiques d'été.

### Les compétitions
La FFE contrôle l'organisation des compétitions qui ont lieu en France et édite les différents classements nationaux. Parmi ces compétitions, on trouve :
- les championnats de France senior
- les championnats de France Entreprises (seniors)
- les championnats de France M23
- les championnats de France M20 (juniors)
- les championnats de France M17 (cadets)
- la Fête des Jeunes (M15, minimes).

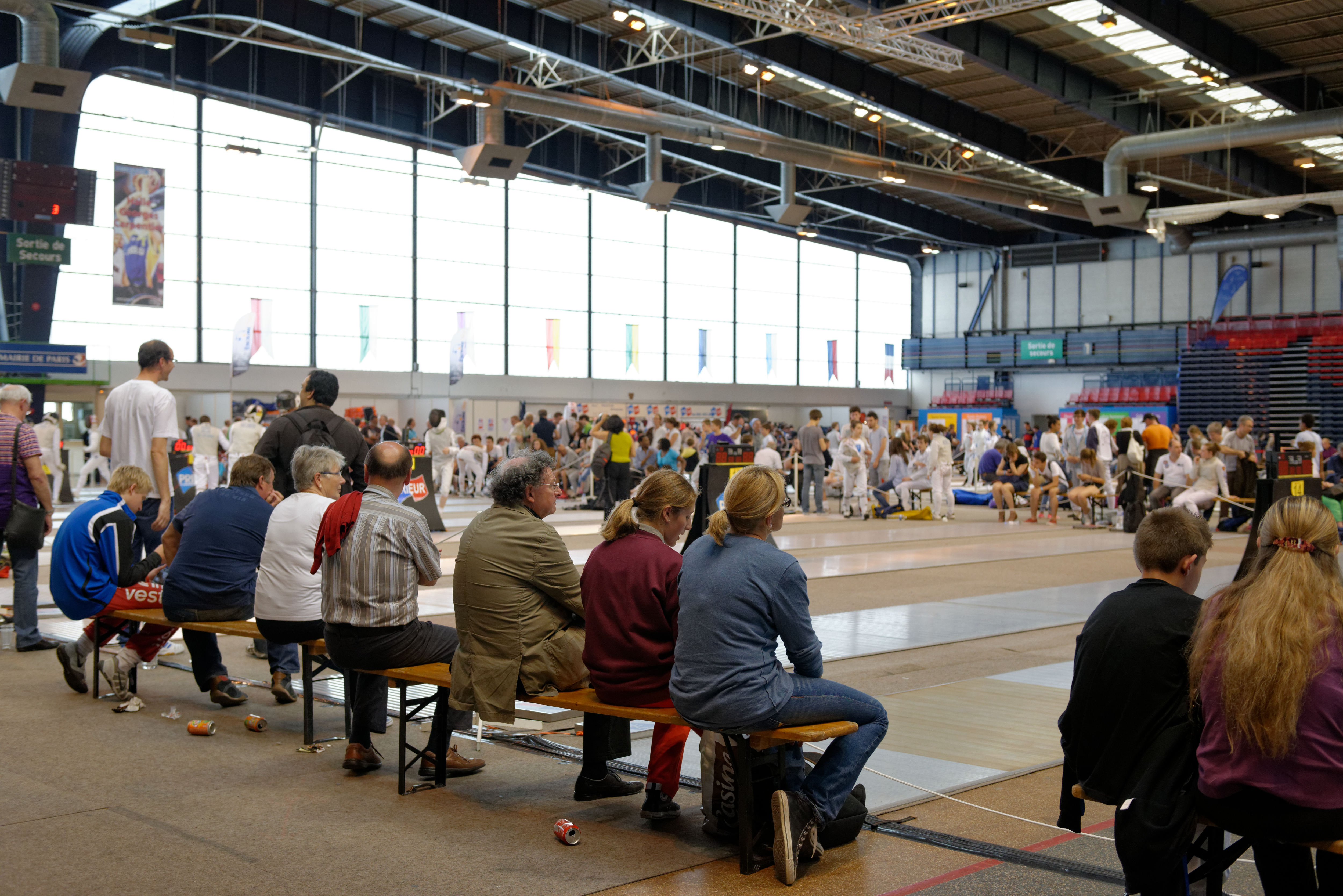
Fête des jeunes 2013 à la Halle Carpentier

La Fête des Jeunes est une compétition d'escrime, individuelle et par équipe créée en 1976 par Jacques Donnadieu, directeur technique de la fédération. Elle se tient tous les ans, environ à la mi-juin, pour les trois armes et aux deux sexes, en catégorie minime (moins de 15 ans). Les participants sont sélectionnés lors de plusieurs compétitions ; seuls les 110 meilleurs y prennent part en individuel, ainsi qu'une trentaine d'équipes. Les épreuves individuelles ont lieu le samedi, les rencontres par équipes régionales le dimanche. Parmi les vainqueurs de la Fête des jeunes figurent Astrid Guyart (1998), Ysaora Thibus (2005 et 2006) ou Lauren Rembi (2006 et 2007). Depuis 2004, cette compétition n'a plus nécessairement lieu à Paris.

Elle organise également chaque année deux épreuves de la Coupe du monde d'escrime :
- le Challenge International de Paris (fleuret hommes)
- le Challenge Monal (épée hommes)

Elle organise également des épreuves de la Coupe du monde junior d escrime:
- le Challenge Licciardi (fleuret homme)

## Effectifs
| Saisons | 1992-93 | 1993-94 | 1994-95 | 1995-96 | 1996-97 | 1997-98 | 1998-99 | 1999-2000 | 2000-01 | 2001-02 | 2002-03 | 2003-04 | 2004-05 | 2005-06 | 2006-07 | 2007-08 | 2008-09 | 2009-10 | 2010-11 | 2011-12 | 2012-13 | 2013-14 | 2014-15 |
| ------- | ------- | ------- | ------- | ------- | ------- | ------- | ------- | --------- | ------- | ------- | ------- | ------- | ------- | ------- | ------- | ------- | ------- | ------- | ------- | ------- | ------- | ------- | ------- |
| Hommes  | 25 607  | 26 112  | 26 442  | 27 366  | 33 217  | 31 885  | 31 573  | 32 231    | 34 606  | 33 868  | 32 853  | 35 666  | 47 189  | 44 232  | 43 010  | 42 492  | 48 647  | 44 724  | 43 469  | 42 477  | 42 681  | 40 396  | 38 232  |
| Femmes  | 8 044   | 8 125   | 8 416   | 8 623   | 11 657  | 11 362  | 11 732  | 11 932    | 13 316  | 12 272  | 11 487  | 13 126  | 17 480  | 16 445  | 16 098  | 15 999  | 18 161  | 16 323  | 16 010  | 15 628  | 15 693  | 14 604  | 14 338  |
| Total   | 33 651  | 34 237  | 34 858  | 35 989  | 44 874  | 43 247  | 43 305  | 44 163    | 47 922  | 46 140  | 44 340  | 48 792  | 64 668  | 60 677  | 59 108  | 58 951  | 66 808  | 61 047  | 59 479  | 58 105  | 58 374  | 55 000  | 52 570  |

## Palmarès
L'escrime est le sport français qui a rapporté le plus de médailles dans toute l'histoire des Jeux Olympiques avec 130 médailles.